# Pokemouche 13
Pour les articles homonymes, voir Pokemouche (homonymie).
Pokemouche 13 est une réserve indienne du Nouveau-Brunswick, située dans le comté de Gloucester. Elle est l'une des trois réserves de la Première nation de Burnt Church.

## Histoire
William F. Ganong, en se basant sur le récit de voyage de Gamaliel Smethurst, croit qu'il y avait peut-être un village micmac à cet endroit en 1761. La réserve de 2477 acres est créée en mai 1804 mais n'est pas habitée.
En 1825, le territoire est touché par les grands feux de la Miramichi, qui dévastent entre 10 000 km2 et 20 000 km2 dans le centre et le Nord-Est de la province et tuent en tout plus de 280 personnes,.

## Administration

### Représentation
Canada : Pokemouche fait partie de la circonscription d'Acadie-Bathurst. Cette circonscription est représentée à la Chambre des communes du Canada par Yvon Godin, du NPD. Il fut élu lors de l'élection de 1997 contre le député sortant Doug Young, en raison du mécontentement provoqué par une réforme du régime d’assurance-emploi.